# Capo Peloro
Capo Peloro (detto anche punta del Faro e conosciuto dai messinesi semplicemente come Faro) è la punta estrema nord orientale della Sicilia, il cui territorio fa parte del comune di Messina, nel villaggio di Torre Faro, vicino ai laghi di Ganzirri.

## Descrizione
È costituito da una lingua bassa e sabbiosa sita a sud dell'estremità sud occidentale della Calabria, quasi di fronte alla frazione di Cannitello, e che termina quasi in corrispondenza della località di Santa Trada ove è situato il pilone  calabrese dell'elettrodotto dello Stretto. Il pilone siciliano è posto proprio in prossimità della punta estrema di capo Peloro, dove è collocabile Cariddi. 
Costituisce il punto d'ingresso nord dello stretto di Messina e pertanto è segnalato da un faro importantissimo per la navigazione. È il luogo di incontro tra il mar Ionio e il mar Tirreno: le sue rive sono attraversate da fortissime correnti, per la cui azione la conformazione delle spiagge muta annualmente. Già menzionato da Ovidio come una delle tre punte, insieme a Capo Boeo, presso Lilibeo, e Capo Passero, presso Pachino, che delimitano la Sicilia.
La laguna di Capo Peloro è  anche sito di importanza internazionale, inserito nel Water Project dell'UNESCO del 1972, e sito di importanza nazionale riconosciuto dalla Società botanica italiana. All'interno della riserva naturale vivono più di 400 specie acquatiche, di cui almeno dieci endemiche.